# آندره شاردار
آندره شاردار (فرانسوی: André Chardar‎; ۷ اکتبر ۱۹۰۶ – ۱۳ آوریل ۱۹۹۳) بازیکن فوتبال اهل فرانسه بود.
از باشگاه‌هایی که در آن بازی کرده‌است می‌توان به باشگاه فوتبال والنسین و باشگاه فوتبال نیم المپیک اشاره کرد.
وی همچنین در تیم ملی فوتبال فرانسه بازی کرده‌است.